# Il Parlamento di Londra
Il Parlamento di Londra è un dipinto a olio su tela (81 x 92 cm) realizzato nel 1904 dal pittore francese Claude Monet. È conservato nel Musée d'Orsay di Parigi.

## Descrizione
Il paesaggio londinese è completamente immerso nella nebbia e i profili dei palazzi sono appena intuibili.
Anche se in questo quadro atmosfera e luce di un determinato momento avrebbero dovuto essere il punto di partenza, Monet concentra le impressioni (manifestazioni elaborate d'afflato monumentale in questo caso) in intrecci cromatici astratti. 
Il motivo architettonico non articola più lo spazio graficamente, come le imbarcazioni e i ponti dei quadri precedenti, ma lo suddivide in poche superfici estese. Architettura, acqua e cielo diventano superfici di proiezione per un velo cromatico ondeggiante di Monet e sono concrete altrettanto quanto la luce della nebbia. Inoltre utilizza la famosa tecnica impressionista: "en plein air" in cui il dipinto viene realizzato all'aperto con l'aiuto del sole per ritrarre ombre. 
Le torri di stile neogotico del Parlamento si dissolvono quasi spettrali nella nebbia con la loro notevole altezza. Soggetto e ambiente circostante sono ricoperti da veli di colore stesi con piccoli tratti, in cui si intrecciano tutti i colori del prisma.